# 张文深
张文深（1961年9月—），男，河南许昌人，中华人民共和国政治人物。郑州师专（今郑州师范学院）物理专业毕业，天津大学管理系管理工程专业毕业，在职研究生学历，工学硕士。

## 生平
1979年10月，在郑州师专（今郑州师范学院）物理专业学习。1982年8月，在许昌县邓庄乡工作。1984年1月，任邓庄乡副乡长。1984年5月加入中国共产党。1985年4月，任共青团许昌市委副书记。1989年11月，任共青团许昌市委书记（1990年9月—1992年7月，在中共河南省委党校行政管理专业函授本科学习）。1994年10月，任禹州市市长（1993年9月—1995年7月，在职在天津大学管理系研究生班管理工程专业学习）。1997年8月，任中共禹州市委书记。2001年3月，任中共襄城县委书记（其间：2001年9月—2002年1月，在中共中央党校县委书记培训班学习）。2002年8月，任开封市副市长。2004年8月，任中共驻马店市委组织部长。2008年9月，任中共商丘市委副书记。2011年5月，任中共河南省委农村工作办公室常务副主任（正厅级）。2013年4月，任焦作市市长。2015年3月，任河南省体育局局长。2016年12月，任中共南阳市委书记，2021年7月卸任。9月14日，被聘为河南省政府参事。

## 争议
2019年5月22日，张文深在调研坐落于南阳的“青年汽車水氢发动机新能源汽车”项目时，在乘坐样车后以英语“It's very good!”夸赞。该项目因声称只需要加水即可制取氢气作为燃料而遭到网友质疑其违反常识，其后更被查出该项目首期共获投资81.63亿元，其中南阳市政府平台出资40亿元人民币。

## 备注
1. ↑  河南省政府官网9月14日对外公布的《关于聘任张文深等5人为参事的通知》成文时间为7月28日。

| 中国共产党职务         | 中国共产党职务                                   | 中国共产党职务 |
| ---------------------- | ------------------------------------------------ | -------------- |
| 前任： 穆为民          | 中国共产党南阳市委员会书记 2016年12月－2021年7月 | 繼任： 朱是西  |
| 中華人民共和國政府职务 |                                                  |                |
| 前任： 彭德胜          | 河南省体育局局长 2015年3月－2016年2月            | 繼任： 李俊峰  |
| 前任： 孙立坤          | 焦作市人民政府市长 2013年4月－2015年3月          | 繼任： 谢玉安  |